# Víkingsvöllur
Víkingsvöllur ist ein reines Fußballstadion in der isländischen Hauptstadt Reykjavík. 
Das Stadion wurde im August 2001 eröffnet, die Zuschauertribüne im Frühjahr 2003 in Betrieb genommen und seit 2019 spielt man auf Kunstrasen. Die Tribüne ist überdacht, hat elf Reihen und bietet Platz für etwa 1200 Personen. Zusätzlich verfügt das Stadion noch über 300 nicht überdachte Stehplätze.